# كولن كاميرون (سياسي)
كولن كاميرون هو سياسي كندي، ولد في 28 سبتمبر 1896 في إكزتر في المملكة المتحدة، وتوفي في 28 يوليو 1968. حزبياً، نشط في Co-operative Commonwealth Federation ‏. وقد انتخب عضو مجلس العموم الكندي.